# 九七式爆薬
九七式爆薬（きゅうななしきばくやく）とは、大日本帝国海軍が魚雷用として開発した爆薬である。
TNTとヘキシルの混合爆薬であり、酸素魚雷の弾頭に使用された。英米で戦争後半以降に配備が進んだトーペックスやHBX爆薬と比べると、水中破壊力では劣っていた。
TNTをトリニトロアニソールで置き換えたのが九八式爆薬で、航空爆弾や機雷、爆雷に用いられた。

## 成分
- トリニトロトルエン 60%
- ヘキサニトロジフェニルアミン 40%